# Хироши Йошимура
Хироши Йошимура (на японски: 吉村弘 или Yoshimura Hiroshi, 22 октомври 1940 – 23 октомври 2003) е японски композитор, изпълнител и звуков дизайнер, смятан за един от пионерите на ембиънт музиката в Япония. Музиката му е предимно в минималистичния жанр kankyō ongaku, или музика за околната среда - нежни електронни мелодии, изпълнени със звуци от природата: ромолене на ручеи, дъжд и утринни птици. Албумът му Green от 1986 г. обаче съдържа подобни звуци само във версията, издадена в САЩ, но не и в Япония.
Хироши Йошимура е роден в Йокохама, Канагава, през 1940 г.  Започва да учи пиано на 5-годишна възраст.  Завършва Училището за литература, изкуства и науки на Университета Васеда II през 1964 г. По това време черпи вдъхновение от Флуксус - авангардно движение в изкуството от 60-те и 70-те години на XX век, чиито представители са повлияни от футуристите и дадаистите, както и от работата на композиторите Хари Парч и Ерик Сати.
През 1972 г. Йошимура основава групата за компютърна музика Anonyme. През 70-те попада под въздействието на музиката на Брайън Ино и неговия минималистичен ембиънт стил. През 1978 г. получава поръчка от японската обществена медия NHK, чийто резултат е пиесата Alma's Cloud.
В допълнение към изпълнителската си дейност и композирането той се занимава активно със звуков дизайн. Създава музика за модни ревюта, галерии, музеи, гари и др., възприемайки тази работа не като второстепенна, а като логично продължение на неговата концепция за звука, предназначен да установи общо спокойствие в ежедневието. Някои от изпълненията му включват графичен и звуков дизайн и представляват форма на синтетично изкуство на тема околна среда. Околната среда се превръща в централна тема в творчеството му и той става водеща фигура в това направление. Води лекции в катедрата по индустриален дизайн към факултета по инженерство на университета в Чиба и в катедрата по музикален дизайн на музикалния колеж Кунитачи, както и семинари за гражданското участие в редица музеи.
Йошимура умира от злокачествено заболяване през 2003 г.

## Признание
През 2017 г. интересът към музиката на Йошимура, както и на други японски ембиент музиканти, се възражда благодарение на алгоритъма на YouTube. През 2019 г. Blink от дебютния албум на Йошимура намира място в компилацията Kankyo Ongaku: Japanese Ambient, Environmental & New Age Music 1980-1990. През 2020 г. независимият лейбъл Light in the Attic Records преиздава албума Green.
Музиката на Йошимура се радва на широко признание и високи оценки от критиката. През 2018 г. списание Crack избира албумите му Green и Music For Nine Post Cards за два от най-важните дългосвирещи записи на японски артисти в ембиънт жанра, поставяйки Green на първо място. В материал за списание Demo Малкълм Стендинг определя Йошимура като "един от най-влиятелните и плодотворни артисти, произлезли от ренесанса на ембиънта в Япония". Том Муун от NPR титулува Йошимура като "един от почитаните пионери на японската електронна музика".

## Дискография
- Music For Nine Post Cards] (1982)
- Pier & Loft (1983)
- A・I・R (Air In Resort) (1984)
- Soundscape 1: Surround (1986)
- Green (Hiroshi Yoshimura album)|Green (1986)
- 静けさの本 (Static) (1988)
- 吉村弘の耳 「音の島」 (Hiroshi Yoshimura's Ear "Sound Island") (1992)
- Wet Land (1993)
- Face Music (1994)
- 環境演出音 (Environmental Sound) (1995)
- Quiet Forest (クワイエット・フォレスト) (1998)
- Four Post Cards (2004)
- Soft Wave For Automatic Music Box (2005) (His early work, published after death)
- Flora 1987 (2006) (Posthumous compilation album)